# Mir Alam
Mir Alam foi um nobre que serviu como primeiro-ministro do estado de Haiderabade de 1804 até à sua morte em 1808. Ele pertencia à família Salar Jung. Ele foi o avô de Salar Jung I.
Ele morreu de lepra, em Hiderabade.